# Cristofaro Caresana
Cristofaro Caresana (1640? Benátky – 13. září 1709, Neapol) byl italský barokní hudební skladatel, představitel neapolské operní školy.

## Život
Narodil se v Benátkách patrně roku 1640, přesné datum ani letopočet však není znám. V Benátkách také získal základní hudební vzdělání u Zianiho. Ve věku 16 let přesídlil do Neapole.
Nejprve se připojil k divadelní společnosti Feblarmoninici, která uváděla v Neapoli první melodramy. V roce 1667 se stal varhaníkem v Královské kapli a ředitelem konzervatoře Neapolitan Conservatorio di S Onofrio a Capuana. Na těchto místech zůstal až do roku 1690. V r. 1699 vystřídal Francesca Provenzale ve funkci „maestro del Tesoro di San Gennaro“ a komponoval pro nejrůznější neapolské instituce až do své smrti v roce 1709.

## Dílo
Caresana byl uznávaný mistr kontrapunktu. Z jeho početné tvorby je dodnes hraná zejména hudba chrámová. Vrcholnou ukázkou je „Messa, e Vespero, a 16 voci con 7 Istrumenti divisi in 4 Chori de Cristofaro Caresana“ z roku 1670. Rozměrná skladba obsahuje nejen klasickou mši, ale i žalmy k večerní bohoslužbě, jakož i instrumentální mezihry ve formě sonát. Je pozoruhodná zejména prostorovými efekty vznikajícími použitím dvou samostatných nástrojových skupin.